# Страхова, Варвара Ивановна
Варвара Ивановна Страхова (по мужу Эрманс) (1875—1959) — русская оперная певица (меццо-сопрано и контральто).
Муж: Константин Эрманс (1868—1958).
С юных лет и в течение жизни поддерживала дружеские отношения с Сергеем Рахманиновым, с которым в молодые годы у неё был серьёзный роман, потом их отношения переросли в дружеские; была дружна также со многими художниками, в том числе с Константином Коровиным.

## Биография
Варвара Страхова родилась в Тифлисе и там же начала обучаться пению (педагог Д. А. Усатов) и впервые дебютировала на сцене. В 1895—1897 гг. продолжила обучение в Петербургской консерватории (педагог К. Ферни-Джиральдони), брала уроки пения у К. Эверарди.
В родном Тифлисе с 1893 года выступала на оперной сцене с Ф. И. Шаляпиным. В 1898—1900 гг. — оперная певица в Московской частной русской опере Саввы Мамонтова, в 1902 г. — в частном театре Г. Г. Солодовникова, сезон 1906/07 — в московской Опере С. Зимина.
После революции 1917 года эмигрировала. Жила в Париже, вместе с семьей Шаляпиных.

Из воспоминаний дочери Фёдора Ивановича Шаляпина Марины: 

Вниз вела паркетная лестница с большим ковром. В нижнем этаже напротив лестницы жила Варвара Ивановна Страхова, которая с папой когда-то пела у Мамонтова В молодости у неё был роман с Рахманиновым, но потом она вышла замуж за очень хорошего человека, который стал большим папиным другом. Своих детей у них не было, и Варвара Ивановна давала другим детям уроки пения. Её сестра, Анна Ивановна, тоже жила с нами, мы её называли Аннуля. Она за нами смотрела, как вторая мама, когда мама с папой путешествовали. Это после революции. Она была золотой человек, наша Аннуля. И не только как пианистка, как наша учительница музыки, — они с сестрой друзья папины были испокон веков. Так вот, я бегала вниз к Варваре Ивановне петь, потому что хотела развить свой голос. У меня был очень некрепкий вокал. Когда же я сломала коленку, то стала думать, кем я буду. Актрисой, певицей? Папа говорил: «Тебя на первом ряду не услышат». И я старалась развить голос, бегала учиться петь. Было у меня колоратурное сопрано, и я распевалась: пела какие-то испанские песенки, неаполитанские песенки, даже Розину из «Севильского цирюльника». А папа-то не знал, даже не обращал внимания, чем я занята. Вот раз он спустился по лестнице вниз и, проходя мимо двери Варвары Ивановны, приостановился послушать, как её ученики поют. Прислушался и думает: «Господи, какой-то комар пищит». А позже увидел Вареньку и говорит: «Моя дорогая Варварушка, кто тот комар, что у тебя пищал?» «Это твоя дочь, Феденька!» — улыбнулась она. Но я распевала колоратуру, чем папу очень забавляла.

В Париже певица давала частные уроки и преподавала в Парижской консерватории; там же в Парижской консерватории преподавали другие русские музыканты-эмигранты, в том числе её неоднокрартные партнёры по сцене в России С. Н. Гладкая, Н. Н. Кедров, Е. И. Терьян-Корганова и др.
Там же в Париже она написала и издала книгу: Пение. — Париж, 1946.
Партнёрами Варвары Страховой были: В. Антонова, А. К. Бедлевич, А. И. Бреви, С. Н. Гладкая, Н. И. Забела-Врубель, П. И. Иноземцев, В. С. Клопотовская, Н. В. Мутин, А. М. Пасхалова, А. Е. Ростовцева, А. В. Секар-Рожанский, С. Ф. Селюк-Рознатовская, Н. И. Сперанский, Е. В. Стефанович, Н. И. Тарасов, Е. Я. Цветкова, М. Д. Черненко, Ф. И. Шаляпин, Н. А. Шевелев, В. П. Шкафер.
Варвара Ивановна обладала небольшим голосом красивого тембра, ярким сценическим дарованием. Один из критиков писал: «Какую редкую оперную артистку имели бы мы, если бы вокальные средства Страховой соответствовали её художественному темпераменту, её красивой внешности. Стоит вспомнить, что с этим слабым, неблагодарным голосом она заслонила на время даже могучую фигуру Досифея (Ф. И. Шаляпина. — А. П.) и в последнем акте произвела такое потрясающее впечатление, которому позавидовали бы даже прославленные драматические артисты. Да! драма — настоящее место для этого богатого таланта» (РМГ. 1898. № 3. С. 289).

## Оперные партии
1-я исполнительница партий:
- 1897 — «Садко» Н.А Римского-Корсакова — Нежата
- 1898 — «Боярыня Вера Шелога» Н. А. Римского-Корсакова — Власьевна
- 1899 — «Царская невеста» Н. А. Римского-Корсакова — Дуняша
- 1899 — «Илья Муромец» В. С. Серовой — Ненила
- 1900 — «Сказка о царе Салтане» Н. Римского-Корсакова — Бабариха

1-я исполнительница в Москве:
- 1898 — «Борис Годунов» М. Мусоргского, ред. и инструментовка Н. Римского-Корсакова — Фёдор; как отмечал П. Мамонтов, в этой роли она «создала прекрасный сценический образ»[1].

Исполняла партии:
- «Хованщина» М. Мусоргского — Марфа
- «Опричник» П. Чайковского — Басманов
- «Кавказский пленник» Ц. Кюи — Марьям
- 1898 — «Юдифь» А. Серова — Авра
- «Жизнь за царя» М. Глинки — Ваня
- «Руслан и Людмила» М. Глинки — Ратмир
- «Русалка» А. Даргомыжского — Княгиня и Наташа
- «Князь Игорь» А. Бородина — Кончаковна
- «Евгений Онегин» П. Чайковского — Ольга
- «Пиковая дама» П. Чайковского — Графиня и Полина
- «Рогнеда» А. Серова — Изяслав
- «Демон» А. Г. Рубинштейна — Ангел
- «Фауст» Ш. Гуно — Зибель
- «Гугеноты» Дж. Мейербера — Урбан
- «Кармен» Ж. Бизе — Кармен
- «Севильский цирюльник» Дж. Россини — Розина
- «Трубадур» Дж. Верди — Азучена
- «Аида» Дж. Верди — Амнерис

Пела под управлением М. М. Ипполитова-Иванова, С. В. Рахманинова, С. А. Самосуда, И. А. Труффи, Э. Д. Эспозито.